# Уленж
Уленж (пол. Ułęż) — село в Польщі, у гміні Уленж Рицького повіту Люблінського воєводства.
Населення — 611 осіб (2011).

## Демографія
Демографічна структура станом на 31 березня 2011 року:
|          | Загалом | Допрацездатний вік | Працездатний вік | Постпрацездатний вік |
| -------- | ------- | ------------------ | ---------------- | -------------------- |
| Чоловіки | 303     | 51                 | 219              | 33                   |
| Жінки    | 308     | 62                 | 167              | 79                   |
| Разом    | 611     | 113                | 386              | 112                  |